# Elosulfase alfa
Elosulfase alfa (handelsnaam Vimizim) is een weesgeneesmiddel voor de behandeling van het syndroom van Morquio dat wordt veroorzaakt door een tekort aan het enzym N-acetylgalactosamine-6-sulfatase.  Elosulfase alfa is een synthetische versie van dit enzym. 
Elosulfase alfa is ontwikkeld door BioMarin Pharmaceutical Inc. en toegelaten voor gebruik in de Verenigde Staten door de Food and Drug Administration in 2014. Het Europees Geneesmiddelenbureau (EMA) heeft het middel in juni 2014 toegelaten op de Europese markt.
Het middel kan anafylaxie veroorzaken en is daarom in Amerika voorzien van een 'boxed warning', de scherpste waarschuwing die de FDA kan eisen bij een geneesmiddel dat is toegelaten.
Het middel kwam in maart 2016 in opspraak na een brief van het Zorginstituut Nederland (ZiN) aan minister Schippers waarin gesteld wordt dat de werkzaamheid van elosulfase alfa onvoldoende wetenschappelijke onderbouwing heeft. Kosten voor een behandeling met elosulfase alfa bedragen ongeveer een half miljoen euro per patiënt per jaar. Het gemeten effect - loopafstand steeg van 200m met 225m, waar dat bij gemiddeld ziekteverloop ieder jaar afneemt met 5 meter - is beperkt.
Veel patiënten moesten voortijdig stoppen met behandeling vanwege serieuze bijwerkingen.
In juni 2019 werd BioMarin door een Belgische kortgedingrechter verplicht om Vimizim gratis te blijven leveren aan een jong meisje dat leed aan het syndroom van Morquio. BioMarin was daar eerder dat jaar mee gestopt nadat onderhandelingen met de Belgische overheid over de terugbetaling van het middel herhaaldelijk mislukten. Daarop spanden de ouders van het meisje een kortgedingprocedure aan om het bedrijf daar toch toe te verplichten. BioMarin werd door de rechter verplicht het middel gratis te blijven verstrekken aan het meisje tot er een uitspraak ten gronde zou gedaan worden, of tot het middel beschikbaar zou zijn op de Belgische markt aan een redelijke prijs.